# Baby Goddamn
Baby Goddamn è un singolo del cantautore italiano Tananai, pubblicato il 26 marzo 2021 come primo estratto dal secondo album in studio Rave, eclissi.

## Descrizione
Il brano, scritto dallo stesso cantautore con Enrico Wolfgang Leonardo Cavion, è prodotto dallo stesso Tananai.

## Video musicale
Nel video musicale, diretto da Olmo Parenti, il cantautore reinterpreta in modo grottesco vari soggetti dal mondo delle fiabe: Pinocchio; i tre porcellini; Il brutto anatroccolo; Cappuccetto Rosso, nella realtà decadente della società contemporanea.
(Tananai, Baby Goddamn)
Il testo del brano è descritto come un'analogia dell'amore che si cerca di vivere come una fiaba, ma finisce nello squallore contemporaneo. Il video è stato pubblicato il 31 marzo 2021 sul canale YouTube del cantautore.

## Tracce
Testi e musiche di Alberto Cotta Ramusino ed Enrico Wolfgang Leonardo Cavion.
1. Baby Goddamn – 2:29

## Successo commerciale
Ad oltre un anno dalla pubblicazione, il singolo raggiunge la terza posizione nella classifica generale italiana ed il primo in quella di Spotify, diventando una sleeper hit.

## Classifiche

### Classifiche settimanali
| Classifica (2022) | Posizione massima |
| ----------------- | ----------------- |
| Italia            | 3                 |

### Classifiche di fine anno
| Classifica (2022) | Posizione |
| ----------------- | --------- |
| Italia            | 9         |

## Riconoscimenti
- 2022 – Videoclip Italia Awards[11]
  - Candidatura al miglior make-up & hair